# Півгрош

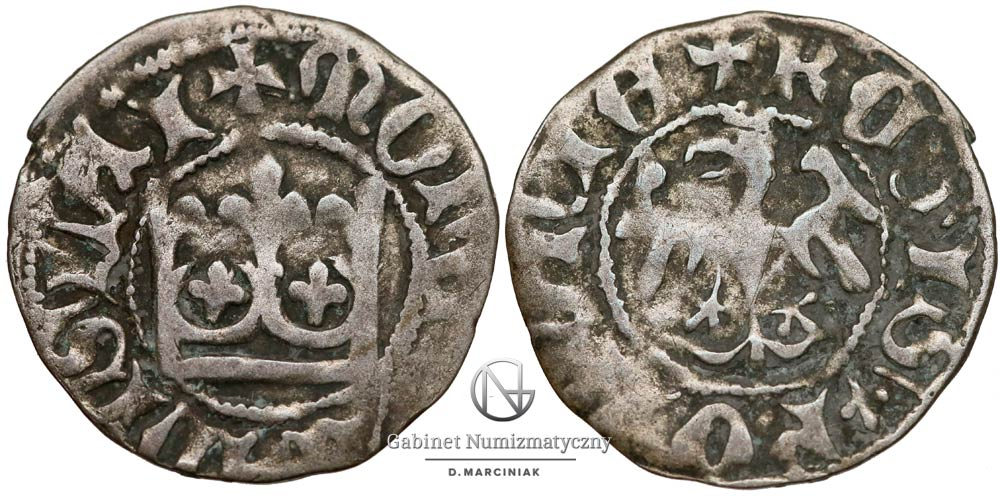
Півгріш Владислава II Ягелло

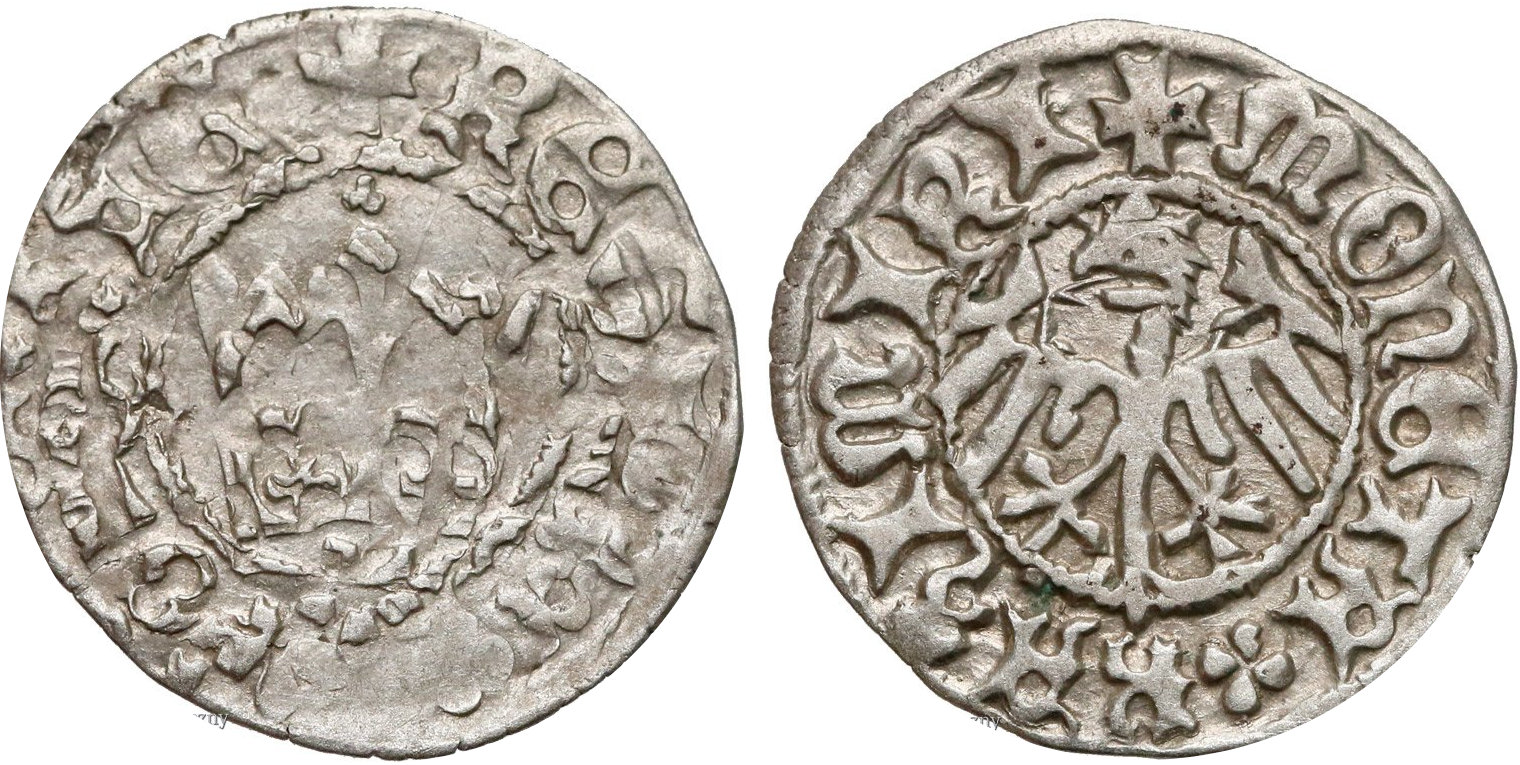
Півгріш Казимира IV Ягеллончика

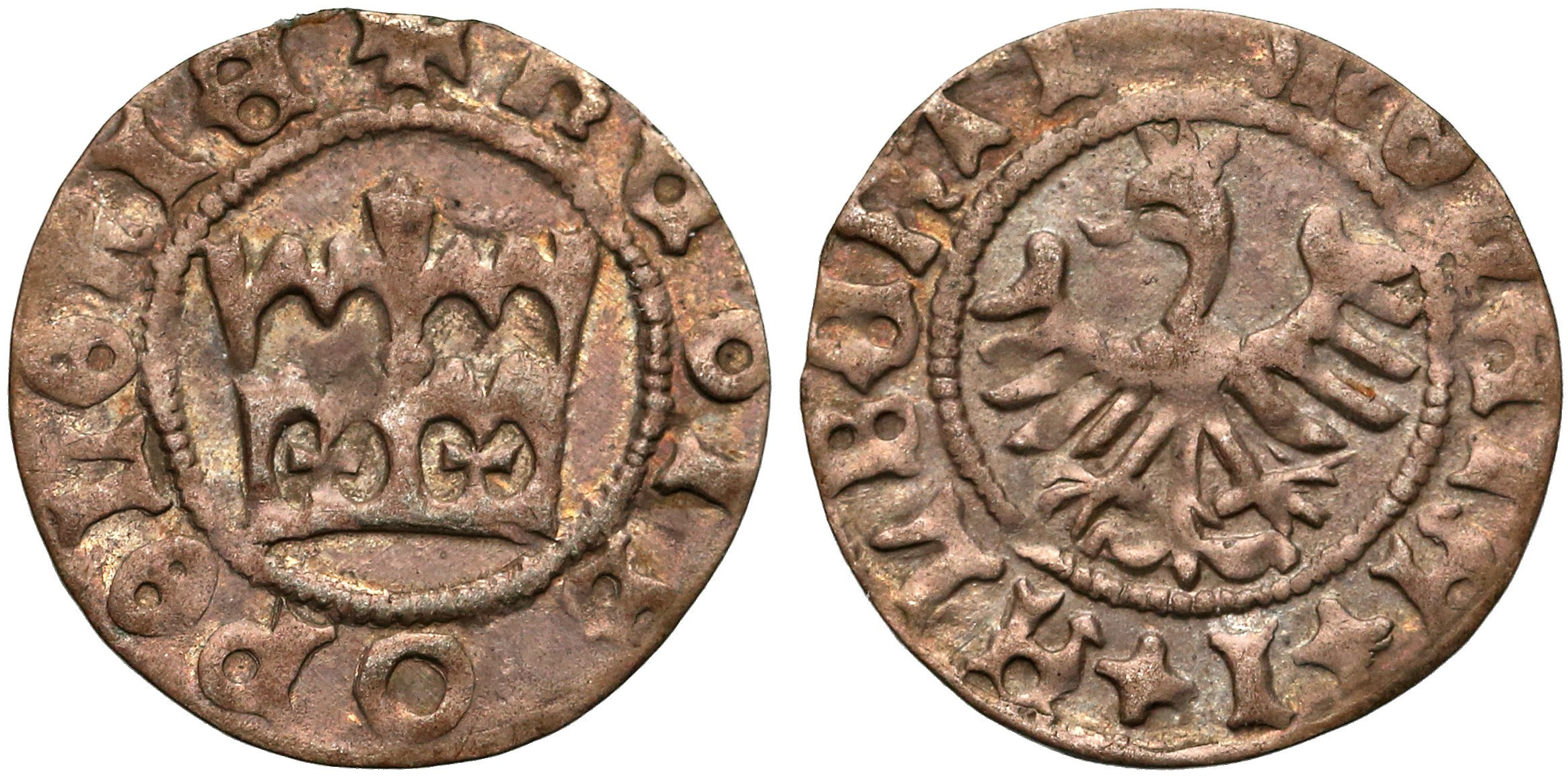
Півгріш Яна Ольбрахта

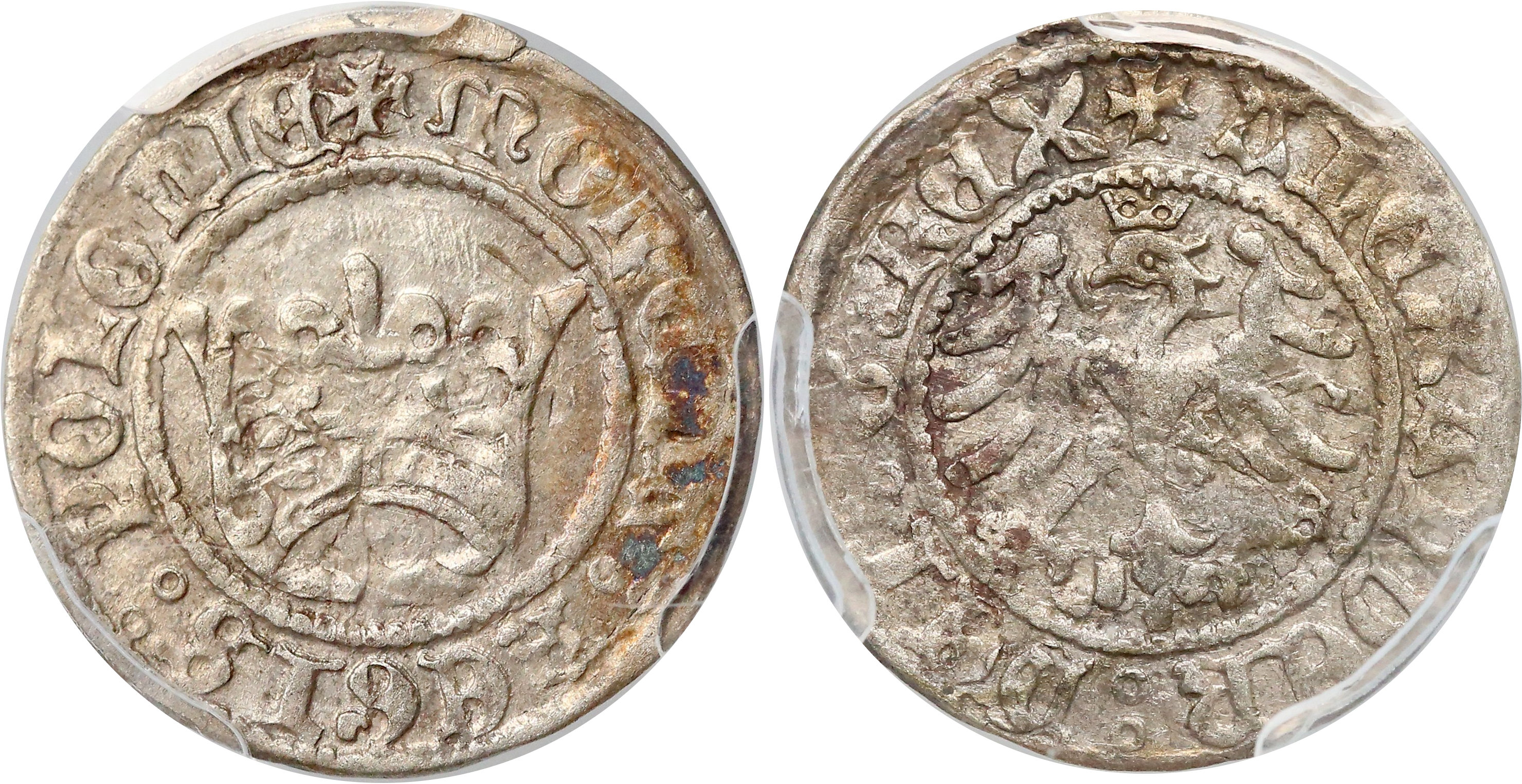
Півгріш Олександра Ягеллончика

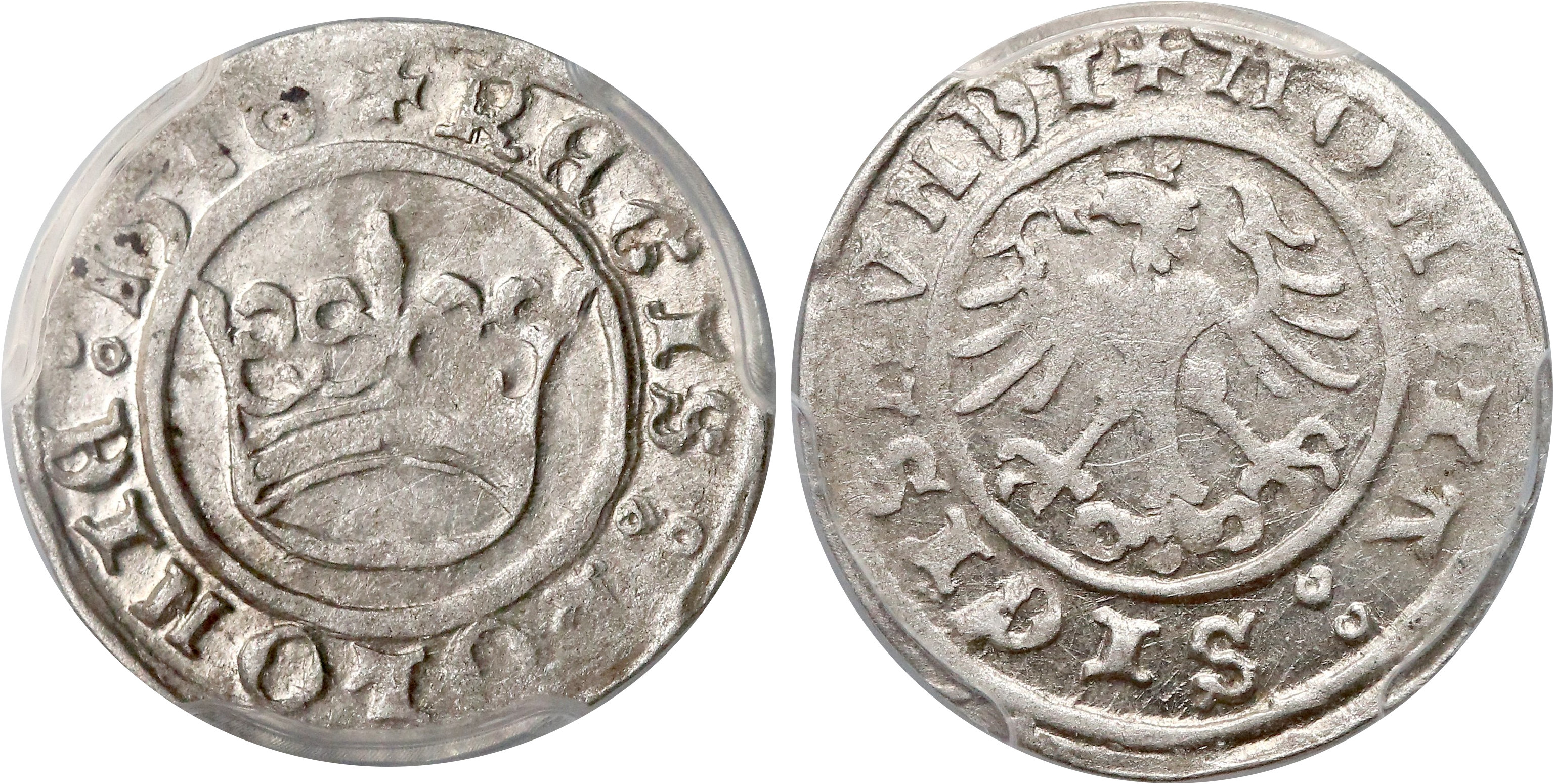
Півгріш Сигізмунда I Старого (1510)

Півгрош (також півгріш; пол. półki, нім. pölchen) — в І-й половині 14 ст. чеська, потім і польська срібна монета вартістю 1/2 гроша. Карбувались з 1398 року. Також це — нова назва квартника, тому їх спочатку називали лат. quartenses medii grossi, потім лат. medii grossi, лат. mediantes. В 15, на початку 16 ст. були найбільш поширеною монетою Польщі. Карбувались срібні п. з перервами до початку 17 ст. вагою 1,58-0,96 г (500-ї-375-ї проб). В 1766 році було відновлено карбування мідних півгрошів. Останніми польськими П. є випущені в 1796-97 роках для польських земель в складі Прусії.
В 1399—1414 роках на Львівському монетному дворі карбувались так звані «львівські півгроші» після припинення випуску квартників. Початкова проба — 562 (вища краківських), потім знизилась до 437-ї. У ВКЛ в 1492—1566 роках карбувались півгроші вартістю 5 денаріїв, співвідношення до польських — 4:5.
«Пєнтак» — термін, який упродовж 2-ї половини 16–17 ст. вживався в письмових джерелах українських земель у складі Великого князівства Литовського для позначення литовського півгроша. Тоді 1 литовський півгріш = 5 денаріям (литовським пенязям).